# Blind Faith
Blind Faith (с англ. — «Слепая вера») — британская рок-группа, образованная в 1968 году в графстве Суррей, Англия; в состав её вошли Эрик Клэптон, Джинджер Бэйкер и Стив Уинвуд, позже — Рик Греч. Blind Faith, одна из первых супергрупп в истории рок-музыки, в стилистическом плане мало чем отличалась от составов, в которых до этого играли трое из четырёх участников: Traffic и Cream. Blind Faith записали единственный альбом, Blind Faith, который вышел в августе 1969 года и тут же возглавил хит-парады США и Великобритании.
Рок-критик Брюс Эдер назвал группу одновременно и кульминацией развития рок-музыки конца 1960-х годов, и «величайшей катастрофой, символизировавшей все изъяны музыкального бизнеса того времени». Супергруппа, возбудившая невероятный ажиотаж (и послужившая в конечном итоге причиной слияния двух записывающих компаний в третью, Warner Bros.), явно преждевременно вышла в американское турне: отсутствие сыгранности чрезвычайно раздражало Клэптона, известного своим перфекционизмом. Потрясенные чрезмерностью внимания к себе и, вместе с тем, неудовлетворенные собой и репертуаром, музыканты решили не выпускать второй альбом; по завершении американских гастролей группа распалась.

## Бывшие участники
- Эрик Клэптон — гитара, вокал
- Стив Уинвуд — ведущий вокал, орган, бас-гитара, гитара, фортепиано, губная гармоника
- Джинджер Бейкер — ударные, перкуссия
- Рик Греч — бас-гитара, виолончель, вокал

## Дискография
- Blind Faith Август 1969 #1 (US), сентябрь 1969 #1 (UK)(Gold).

## Места в чартах
Blind Faith: Billboard
| Год  | Чарты         | Место |
| ---- | ------------- | ----- |
| 1969 | R&B Albums    | 40    |
| 1969 | Billboard 200 | 1     |
| 1977 | Billboard 200 | 126   |